# محافظة روسيا الصغرى (1764–1781)
محافظة روسيا الصغرى الأولى (بالروسية: Малороссiйская Губернiя)‏ أو حكومة مالوروسيا هي سلطة أنشئت من قبل السلطات الروسية في 1764-1765 بعد إلغاء هتمانات القوزاق في الأراضي الأوكرانية المدمجة في الإمبراطورية الروسية. كانت محافظة روسيا الصغرى (الأولى) تحت حكم بيوتر روميانتسيف.
إثر إصلاح إداري آخر عام 1781، تمت تصفية المحافظة وتقسيماتها (الأفواج) واستبدالها بإتاوات نائب مقسمة إلى مقاطعات (أويزد).

## التقسيمات
قُسمت المحافظة إلى 10 أفواج (polk) والتي كانت تعادل مقاطعات (uyezd).
- ستارودوب ريجيمنتوك (1663–1782)
- كييف ريجيمنتوك
- بيرياسلاف ريجيمنتوك
- نيزين ريجيمنتوك
- تشيرنيهيف ريجيمنتوك
- بريلوكي ريجيمنتوك
- لوبني ريجيمنتوك
- ميرهورود ريجيمنتوك
- هادش ريجيمنتوك
- بولتافا ريجيمنتوك

القوزاق ذوو البندقية، شعار النبالة لهتمانات القوزاق

حتى عام 1767 كان شعار النبالة للمحافظة هو القوزاق ذوو البنادق عندما تم استبداله أخيرًا بالنسر الروسي ذي الرأسين.